# Macropodus erythropterus
Macropodus erythropterus är en fiskart som beskrevs av Jörg Freyhof och Ferdinand Gottfried Theobald Maximilian von Herder 2002. Macropodus erythropterus ingår i släktet Macropodus och familjen Osphronemidae. IUCN kategoriserar arten globalt som otillräckligt studerad. Inga underarter finns listade i Catalogue of Life.